# Tito Tacio

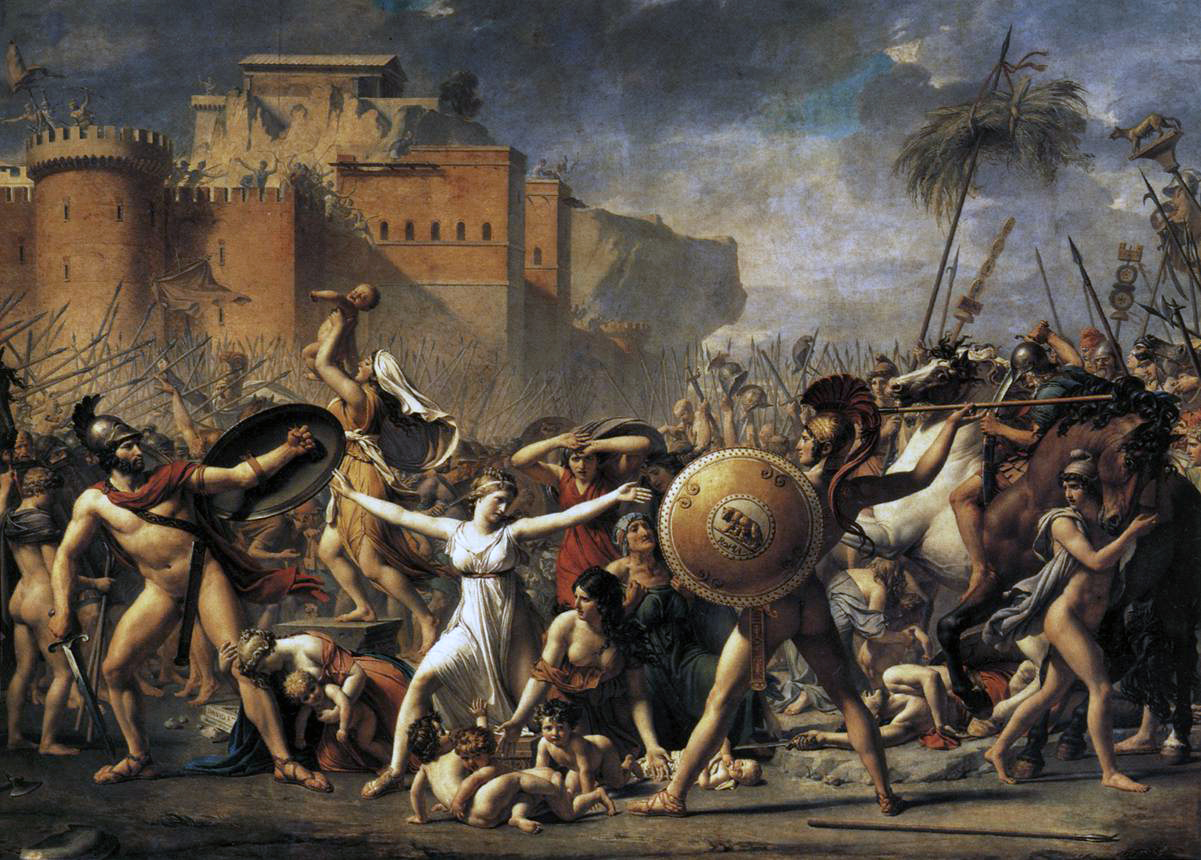
El rapto de las sabinas, de Jacques-Louis David, Tito Tacio está representado a la izquierda.

Tito Tacio  (m. Lavinio, 745 a. C.) fue un rey sabino originario de Cures que también compartió con Rómulo el trono de Roma.
Atacó a los romanos para vengar el rapto de las mujeres jóvenes de su pueblo. En pleno conflicto intervinieron las sabinas interponiéndose entre ambos bandos combatientes para que dejasen de matarse porque, razonaron, si ganaban los romanos perdían a sus padres y hermanos, y si ganaban los sabinos perdían a sus maridos e hijos. Tuvieron éxito en su gestión logrando hacer entrar en razón a los contendientes. Finalmente se celebró un banquete para festejar la reconciliación.
Tacio se asoció con Rómulo, con el que gobernó en buena concordia durante cinco años formando una diarquía (fin del reinado en 745 a. C.). Tacio concedió a Rómulo la mano de su hija Hersilia, llegando también a casarse el que sería rey de Roma, Numa Pompilio, con su hija Tacia.
El palacio real estaba situado en el Monte Capitolino, en el mismo lugar donde más tarde sería edificado el templo de Juno. 
Tras la unión de sabinos y romanos, la ciudad de Roma mantuvo su nombre, y cada ciudadano fue llamado romano, pero como comunidad fueron llamados Quiritas. La diarquía finalizó tras la muerte de Tacio que fue asesinado como venganza por las ofensas causadas por parientes de Tacio al embajador en Roma de los laurentinos, habitantes de Lavinio: los laurentinos, que se habían sentido insultados por Tacio, se aprovecharon de un sacrificio solemne que el rey realizaba en su ciudad para matarlo. El cadáver de Tacio fue transportado a Roma y sepultado en el monte Aventino. Sobre su tumba se realizarían anualmente sacrificios en honor a los muertos. 
Con su muerte quedó Rómulo como único gobernante. Por esta razón Tacio no se incluye como uno de los tradicionales «Siete Reyes de Roma» (Rómulo, Numa Pompilio, Tulio Hostilio, Anco Marcio, Tarquinio Prisco, Servio Tulio, Tarquinio el Soberbio (de 753 a. C. hasta 509 a. C. según la cronología tradicional).